# Вежбно (Островський повіт)
Вежбно (пол. Wierzbno, нім. Thomaswalde) — село в Польщі, у гміні Одолянув Островського повіту Великопольського воєводства.
Населення — 645 осіб (2011).

## Демографія
Демографічна структура станом на 31 березня 2011 року:
|          | Загалом | Допрацездатний вік | Працездатний вік | Постпрацездатний вік |
| -------- | ------- | ------------------ | ---------------- | -------------------- |
| Чоловіки | 309     | 83                 | 198              | 28                   |
| Жінки    | 336     | 97                 | 180              | 59                   |
| Разом    | 645     | 180                | 378              | 87                   |